# 蓬图瓦兹莱努瓦永
蓬图瓦兹莱努瓦永（法語：Pontoise-lès-Noyon，法語發音：[pɔ̃twaz lɛ nwajɔ̃]，意为“努瓦永附近的蓬图瓦兹”）是法国瓦兹省的一个市镇，属于贡比涅区。

## 地理
蓬图瓦兹莱努瓦永（49°33'9"N, 3°2'55"E）面积6.58 平方千米，位于法国上法蘭西大區瓦兹省，该省份为法国北部内陆省份，北起索姆省，西接厄尔省和滨海塞纳省，南至塞纳-马恩省和瓦兹河谷省，东临埃纳省。
与蓬图瓦兹莱努瓦永接壤的市镇（或旧市镇、城区）包括：凯讷、卡勒蓬、屈特、莫尔兰库尔、努瓦永、桑皮尼、瓦雷讷。

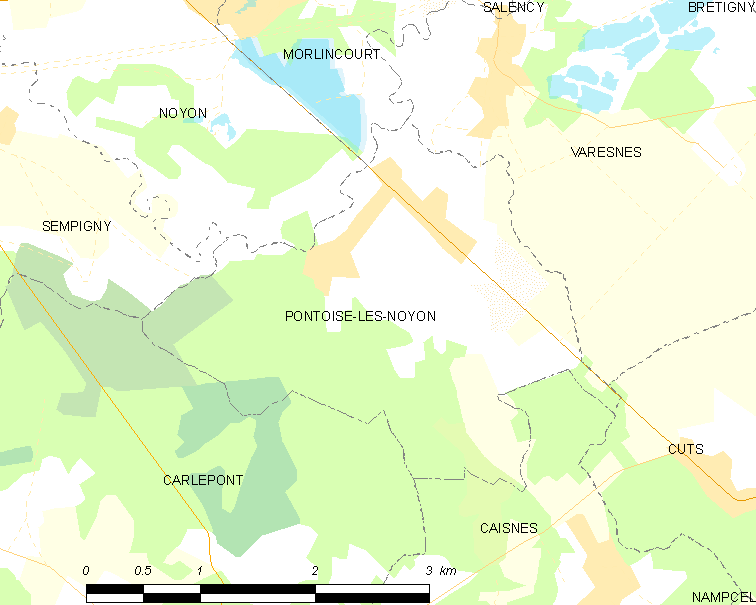
蓬图瓦兹莱努瓦永的OSM定位图

蓬图瓦兹莱努瓦永的时区为UTC+01:00、UTC+02:00（夏令时）。

## 行政
蓬图瓦兹莱努瓦永的邮政编码为60400，INSEE市镇编码为60507。

## 政治
蓬图瓦兹莱努瓦永所属的省级选区为努瓦永县。

## 人口

1962-2008年间蓬图瓦兹莱努瓦永人口变化图示

蓬图瓦兹莱努瓦永于2022年1月1日时的人口数量为438人。